# Adobe InDesign
Adobe InDesign è un programma di produzione editoriale prodotto da Adobe e rivolto all'editoria professionale.
Sviluppato come concorrente di QuarkXPress e distribuito nella sua prima versione nell'agosto del 1999, l'ultima versione, InDesign CC, è inclusa nella Adobe Creative Cloud, comprendente molti dei più noti software professionali di produzione video e grafica digitale quali Photoshop, Lightroom, Illustrator, Acrobat, Bridge, Premiere Pro, After Effects e, fin dall'acquisizione della concorrente Macromedia nel 2005, anche Dreamweaver.
InDesign si colloca come successore e alternativa ad alto profilo di PageMaker. Tra le sue caratteristiche principali: il supporto multilingua, la gestione avanzata di caratteri OpenType, la possibilità di gestire effetti di trasparenza, e la forte integrazione con gli altri prodotti di casa Adobe.
In combinazione con database relazionali e InCopy, costituisce il sistema di pubblicazione per riviste, giornali e prodotti editoriali di varia natura.
L'estensione dei file di InDesign è .indd anche se il programma permette un interscambio di dati tramite una rappresentazione di XML indicata con estensione .inx (fino alla versione 5.0) e InDesign Markup Language (.idml) dalla versione 6.0.
Adobe InDesign permette di importare anche i file nativi di Photoshop, gestendone i livelli e le trasparenze. L'esportazione in PDF è integrata nel programma e personalizzabile.
Nell'ottobre del 2005 è stata distribuita una versione chiamata InDesign CS2 Server, che permette l'impaginazione in remoto tramite interfaccia web.

## Funzionalità
Adobe InDesign è in grado di creare rapidamente i layout per progetti destinati alla stampa, al web e ai dispositivi mobili. L'ultima versione del programma permette anche di estrarre risorse esistenti, tra cui forme vettoriali, immagini, colori e stili di testo, dalle proprie Creative Cloud Libraries e font professionali da Typekit, e consente di inviare subito i progetti in InDesign per elaborarli e completarli sul desktop.

### Creative Cloud Libraries
Rispetto alla versione CS6, InDesign CC ha implementato alcune sue funzionalità con l'aggiunta delle Librerie di Creative Cloud che forniscono un meccanismo per acquisire risorse di progettazione da una varietà di app. Grazie alla famiglia di app mobili di Creative Cloud, è consentito sfogliare e accedere alle risorse creative (colori, stili di testo, forme e molto altro).  È possibile accedere facilmente alle risorse create dalle app mobile Shape CC e Color CC. Le librerie sono sincronizzate in cloud computing e possono essere condivise, così da poter avere sempre i file necessari al momento giusto. Sono stati aggiunti elementi di interattività avanzati agli ePub a layout fisso, ad esempio collegamenti ipertestuali, presentazioni, animazioni e pulsanti di attivazione.

## Versioni
- InDesign 1.0 distribuita il 16 agosto 1999.
- InDesign 1.5 distribuita nel 2001.
- InDesign 2.0 distribuita nel gennaio 2002 (qualche giorno prima della distribuzione di QuarkXPress 5).
- InDesign CS (3.0) distribuita nel 2003.
- InDesign CS2 (4.0) distribuita nel 2005.
- InDesign CS3 (5.0) distribuita nel 2007 (sviluppata come universal binary per Mac con processore Intel)
- InDesign CS4 (6.0) distribuita nel 2008.
- InDesign CS5 (7.0) distribuita nel 2010.
- InDesign CS5.5 (7.5) distribuita nel 2011.
- InDesign CS6 (8.0) distribuita nel 2012.
- InDesign CC (9.0) distribuita nel 2013.
- InDesign CC 2014 (10.0) distribuita nel 2014.
- InDesign CC 2015 (11.0) distribuita nel 2015.
- InDesign CC 2017 (12.0) distribuita nel 2016.
- InDesign CC 2018 (13.0) distribuita nel 2017.
- InDesign CC 2019 (14.0) distribuita nel 2018.
- InDesign 2020 (15.0) distribuita nel 2019.
- InDesign 2020 (15.0.1) distribuita nel dicembre 2019.
- InDesign 2020 (15.1 e 15.1.1 pochi giorni dopo): giugno 2020. Introduce la funzione "Condividi per revisione" che consente ai non utenti di aggiungere commenti in un modo simile a un PDF.
- InDesign 2020 (16.0): ottobre 2020.
- InDesign 2021 (16.1): gennaio 2021.
- InDesign 2021 (16.2): 19 aprile 2021.
- InDesign 2021 (16.3).
- InDesign 2021 (16.4): 18 agosto 2021.
- InDesign 2023 (18.0): 18 ottobre 2022.
- InDesign 2024 (19.0): 13 ottobre 2023
- InDesign 2025 (20.0): 14 ottobre 2024